# Lurio
Lurio  (лат.) — род аранеоморфных пауков из подсемейства Dendryphantinae в семействе пауков-скакунов (Salticidae). Все представители рода распространены в странах Южной Америки.

## Виды
- Lurio conspicuus Mello-Leitão, 1930 — Бразилия
- Lurio crassichelis Berland, 1913 — Эквадор
- Lurio lethierryi (Taczanowski, 1872) — Французская Гвиана
- Lurio solennis (C. L. Koch, 1846) — Колумбия, Венесуэла, Французская Гвиана
- Lurio splendidissimus Caporiacco, 1954 — Французская Гвиана